# بستر سیال

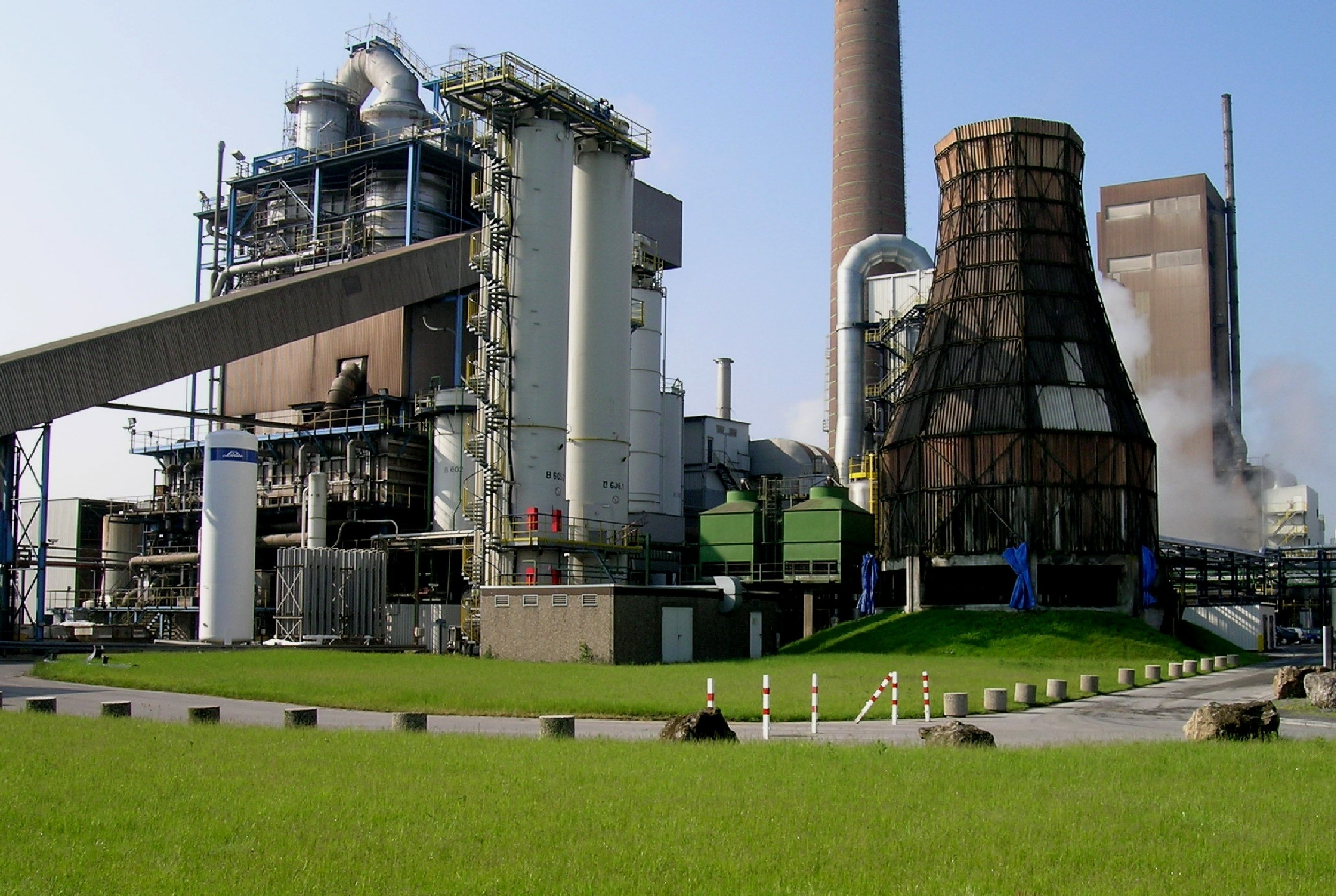
قدیمی ترین نیروگاه با استفاده از فناوری بستر سیال دایره ای، در لونن ، آلمان

بستر سیال یک پدیده فیزیکی است. این پدیده زمانی اتفاق می‌افتد که ذرات جامد (معمولاً در یک ظرف نگهدارنده) در شرایطی قرار می‌گیرند که مانند یک سیال رفتار می‌کنند. روش معمول برای دستیابی به بستر سیال، پمپاژ سیال تحت فشار و برخورد آن با ذرات است که موجب معلق شدن ذرات کوچک می شود. پس از آن، محیطی که به دست می آید دارای بسیاری از خواص و ویژگی های سیالات معمولی است، از جمله توانایی جریان آزاد تحت گرانش، یا پمپاژ شدن با استفاده از فناوری های سیال.
به این پدیده سیال سازی می گویند. بسترهای سیال کاربردهای بسیار زیادی دارند و برای اهداف مختلفی مانند راکتورهای بستر سیال (انواع راکتورهای شیمیایی)، جداسازی مخلوط جامدات،  ترک خوردگی کاتالیزوری سیال، احتراق بستر سیال، انتقال گرما یا جرم و اصلاح سطح به کار می رود.  اعمال پوشش بر روی اجسام جامد یکی از کاربردهای بستر سیال است . این تکنیک همچنین در آبزی پروری برای تولید صدف در سیستم های یکپارچه آبزی پروری چند تغذیه ای نیز استفاده می شود. 

## ویژگی ها و خواص بستر سیال
یک بستر سیال از مخلوط ناهمگن مایع و جامد تشکیل شده است که خواص سیال مانندی از خود نشان می دهد. به این صورت که، سطح بالایی بستر، مانند رفتار هیدرواستاتیکی در سایر سیالات، تقریبا افقی باقی می ماند. بسترسیال را می توان مخلوطی ناهمگن از سیال و ذرات جامد در نظر گرفت که می تواند با یک چگالی ظاهری شناخته شود.
علاوه بر این، جسمی با چگالی بالاتر از بسترسیال، درون آن غرق می‌شود، در حالی که جسمی با چگالی کمتر شناور باقی می ماند، بنابراین بسترسیال مانند سایر سیالات نیز از اصل ارشمیدس پیروی می کند. از آنجایی که "چگالی بسترسیال" (کسر حجمی جامد سوسپانسیون) را می توان با تغییر کسر سیال تغییر داد، اجسامی با چگالی های متفاوت در مقایسه با بستر می توانند درون آن غرق یا در سطح آن شناور بمانند. به عبارت دیگر با تغییر کسر سیال یا کسر ذرات جامد، می توان موجب غرق شدن یا شناور ماندن اجسام در بستر سیال شد. 
در بسترهای سیال شده، تماس ذرات جامد با محیط سیال (گاز یا مایع) در مقایسه با بسترهای متراکم به شدت افزایش می یابد. این رفتار در بسترهای احتراق سیال، انتقال حرارت خوبی را در داخل سیستم، بین بستر و محفظه احتراق ایجاد می کند. این انتقال حرارت بالا موجب ایجاد یکنواختی حرارتی مشابه مخلوط های گازی می شود. بسترسیال می تواند ظرفیت گرمایی قابل توجهی داشته باشد در حالی به در عین حال یک میدان دمایی همگن را نیز حفظ می کند.

## کاربرد
بسترهای سیال به عنوان یک فرآیند فنی و پیشرفته شناخته می شود که می تواند به میزان چشمگیری تماس سطحی بین گاز و ذرات جامد را افزایش دهد. در یک بستر سیال می توان از مجموعه مشخصه ای از خواص اساسی استفاده کرد که برای فرآیندهای مدرن و مهندسی شیمی ضروری است، این ویژگی ها عبارتند از:
- سطح تماس بسیار زیاد بین سیال و جامد در واحد حجم بستر
- سرعت نسبی بالا بین سیال و فاز جامد پراکنده.
- سطوح بالای اختلاط فاز ذرات.
- برخوردهای مکرر ذره-ذره و ذره-دیوار.

مثالی از صنعت فرآوری مواد غذایی: از بسترسیال برای تسریع فرآیند انجماد در برخی از فریزرهای تونلی انجماد سریع (IQF) استفاده می شود. این تونل‌های بسترسیال معمولاً در محصولات غذایی کوچک مانند نخود، میگو یا سبزیجات تکه‌شده استفاده شده و ممکن است از یخچال برودتی یا تراکم بخار استفاده کنند. سیال مورد استفاده در این فریزرها ممکن است حاوی سیالی از نوع کاتالیزور باشد. از این رو از بسترسیال برای کاتالیزور واکنش های شیمیایی و همچنین برای بهبود سرعت واکنش ها نیز استفاده می شود.
از بسترهای سیال می توان برای خشک کردن سریع و موثر فله ای  مواد نیز استفاده کرد. این فناوری در خشک کن ها مورد استفاده قرار می گیرد، به این صورت که سطح بسیار زیادی از ذرات در مجاورت هوا قرار می گیرند و در نتیجه راندمان خشک کن به میزان قابل توجهی افزایش می یابد. در این فرآیند علاوه بر گرمایش می توان از سرمایش یا ترکیب این دو، با توجه به مشخصات اپلیکیشن، استفاده کرد.

## تاریخچه
در سال 1922، فریتز وینکلر اولین کاربرد صنعتی سیال سازی را در یک راکتور، برای فرآیند تبدیل به زغال سنگ به گاز  انجام داد.  در سال 1942، برای اولین بار از بسترسیال دوار به منظور کراکینگ کاتالیستی روغن های معدنی ، با فناوری سیال سازی استفاده شد. این فناوری در اواخر دهه 1940 میلادی در فرآوری متالورژیکی ( برشته کردن آرسنوپیریت ) به کار گرفته شد.  در این دوره به پاس تحقیقات تئوری و تجربی گسترده در این زمینه، تکنولوژی طراحی بستر سیال بسیار پیشرفت کرد. در دهه 1960 VAW-Lippewerk در Lünen آلمان اولین بسترسیال صنعتی را برای احتراق زغال سنگ و در گام بعد برای کلسینه کردن هیدروکسید آلومینیوم ایجاد کرد.

## انواع بستر سیال
بسترهای سیال را بر اساس رفتار جریان در آنها می توان به دسته بندی های زیر تقسیم کرد: 
- بستر سیال ثابت یا ذرات ، رویکرد کلاسیکی است که در آن از گاز با سرعت کم استفاده می‌شود و سیال شدن جامدات نسبتاً ثابت است و برخی از ذرات ریز در آن جاسازی می‌شوند.
- در حباب سیال شده (همچنین به آن بستر سیال تجمعی نیز می گویند)، سرعت سیال زیاد است، بنابراین دو فاز مجزا تشکیل می شود - فاز پیوسته (فاز متراکم یا امولسیونی) و فاز ناپیوسته (فاز لاغر یا حباب).
- بسترهای سیال در گردش (CFB)، که در آن گازها به دلیل انرژی جنبشی بزرگتر سیال دارای سرعت بالاتری برای معلق کردن بستر ذرات هستند. به این ترتیب سطح بستر کمتر صاف است و ذرات بزرگ‌تری نسبت به تخت‌های ثابت می‌توانند از بستر خارج شوند. ذرات حباب شده از طریق یک حلقه خارجی به بستر راکتور بازگردانده می شوند. بسته به فرآیند، ذرات ممکن است توسط یک جداکننده سیکلون طبقه بندی شوند و بر اساس اندازه برش ذرات از بستر جدا شده یا به بستر بازگردانده شوند.
- بسترهای سیال ارتعاشی شبیه به بسترهای ثابت هستند، اما یک ارتعاش مکانیکی برای تحریک بیشتر ذرات برای افزایش جذب اضافه می کنند.
- راکتور انتقال یا فلش (FR): در سرعت های بالاتر از CFB، ذرات به سرعت گاز نزدیک می شوند. سرعت لغزش بین گاز و جامد به قیمت توزیع گرمای همگن کمتر به طور قابل توجهی کاهش می یابد.
- بستر سیال حلقوی (AFB): یک نازل بزرگ در مرکز یک بستر حباب، گاز را با سرعت بالا معرفی می کند که به منطقه اختلاط سریع بالای بستر اطراف قابل مقایسه با آنچه در حلقه خارجی یک CFB وجود دارد، می رسد.
- راکتور مکانیکی سیال شده (MFR): یک همزن مکانیکی برای به حرکت درآوردن ذرات و دستیابی به خواصی مشابه با بستر سیال به خوبی مخلوط شده استفاده می شود. نیازی به گاز سیال شدن ندارد. [۵]
- بسترهای سیال باریک (NFB): برای این مورد، نسبت بین لوله و قطر دانه برابر یا کمتر از حدود 10 است. دینامیک بستر به دلیل اثرات محصور شدن قوی با انواع دیگر بسترهای سیال متفاوت است و وجود پلاگ های دانه ای، متشکل از مناطق با غلظت بالا در جامدات متناوب با غلظت جامدات کم، رایج است. [۶] [۷] [۸]

## طراحی بستر

نمودار یک بستر سیال

### مدل پایه
زمانی که سیالی از روی بستر متراکم عبور می کند، افت فشار سیال تقریباً متناسب با سرعت سطحی سیال است. برای تبدیل یک بستر متراکم به حالت بسترسیال، می بایست سرعت گاز به طور پیوسته افزایش یابد. برای یک بستر آزاد، نقطه ای وجود دارد که به عنوان نقطه بحرانی سیال شدن یا شروع سیال سازی شناخته می شود. در این نقطه، جرم بستر به صورت مستقیم با میزان جریان سیال معلق رابطه دارد. سرعت سیال مربوطه، که به عنوان "حداقل سرعت سیال شدن" شناخته می شود به این صورت نمایش داده می شود {\displaystyle u_{mf}} . 
ورای حداقل سرعت سیال شدن ( {\displaystyle u\geq u_{mf}})، مواد بستر توسط جریان گاز معلق خواهند شد. در این هنگام به دلیل نفوذ کافی جریان گاز، سرعت افزایش می یابد و در اثر آن فشار بستر کاهش خواهد یافت. بنابراین افت فشار برای {\displaystyle u>u_{mf}} نسبتا ثابت است
در کف ظرف،  برابر کرد. رابطه ای بین وزن ذرات جامد و افت فشار ظاهری در کف ظرف وجود دارد که به این صورت است: افت فشار ظاهری ضرب در سطح مقطع بستر برابر است با نیروی وزن ذرات جامد ( این نیرو کمتر از نیروی شناوری جامد در سیال می باشد.){\displaystyle \Delta p_{w}=H_{w}(1-\epsilon _{w})(\rho _{s}-\rho _{f})g=[M_{s}g/A][(\rho _{s}-\rho _{f})/\rho _{s}]}در عبارت فوق داریم:
{\displaystyle \Delta p_{w}} افت فشار بستر است.
{\displaystyle H_{w}} ارتفاع بستر است
فضاهای خالی بستر را با {\displaystyle \epsilon _{w}} نمایش می دهند. در واقع کسری از حجم بستر، که توسط فضاهای خالی (فضاهای سیال بین ذرات) اشغال شده است. 
{\displaystyle \rho _{s}} چگالی ظاهری ذرات بستر است.
{\displaystyle \rho _{f}} چگالی سیال سیال کننده است.
{\displaystyle g} شتاب ناشی از گرانش است.
{\displaystyle M_{s}} مجموع جرم جامدات در بستر است.
{\displaystyle A} سطح مقطع تخت است.

### گروه بندی گلدارت
در سال 1973، پروفسور D. Geldart پودرهای ذرات جامد را به چهار دسته کلی تقسیم کرد. این دسته بندی "Geldart" نامیده شد.  گروه ها بر اساس مکان آنها در نمودار تفاوت چگالی جامد-سیال و اندازه ذرات تعریف می شدند. روش‌های طراحی برای بسترهای سیال را می‌توان بر اساس گروه‌بندی گلدارت ذرات تنظیم کرد: 
گروه A: برای این گروه اندازه ذرات بین 20 تا 100 میکرومتر است، و چگالی ذرات معمولاً کمتر از 1.4 گرم بر سانتی متر مکعب است. در اولین لحظات شروع سیال شدن، بسترهای حاصل از این ذرات  به دلیل کاهش چگالی ظاهری، با ضریب 2 تا 3 منبسط می‌شوند. غالب کاتالیزورهایی که بر مبنای بسترسیال ساخته شده اند از پودرهای گروه A استفاده می کنند. 
گروه B: در این گروه، اندازه ذرات بین 40 تا 500 میکرومتر است.  و چگالی ذرات بین 1.4 تا 4 گرم بر سانتی متر مکعب است. حباب معمولاً مستقیماً در سیال شدن اولیه شکل می گیرد.
گروه C: این گروه حاوی ذرات جامد بسیار ریز و در نتیجه منسجم ترین ذرات است. ذرات جامد در این گروه از سایز 20 تا 30 میکرومتر می باشند. سیال سازی این ذرات کار بسیار دشواری است و معمولا برای این امر یاز به اعمال نیروی خارجی مانند هم زدن مکانیکی  می باشد. 
گروه D: سایز ذرات این ناحیه بالای 600 میکرومتر می باشد. چگالی این ذرات نسبت به سایر گروه ها بالاتر است. سیال شدن این گروه به انرژی های سیال بسیار بالایی نیاز دارد و معمولاً با مقدار زیادی ساییدگی همراه است. خشک کردن غلات و نخود، برشته کردن دانه‌های قهوه، گاز کردن زغال‌سنگ و برخی سنگ‌های فلزی و  برشته‌شده این قبیل موا از جمله کاربردهای این گروه هستند که معمولاً در بسترهای کم‌عمق یا در حالت ریزش فرآوری می‌شوند.

### توزیع کننده
به طور معمول، گاز یا مایع تحت فشار از طریق تعداد بالایی سوراخ که در صفحه ای به نام صفحه توزیع کننده قرار دارند وارد مخزن می شود. این صفحه معمولا در زیر بسترسیال قرار دارد. سیال از طریق صفحه به سمت بالا جریان می یابد و باعث معلق شدن ذرات جامد می شود. اگر مایع ورودی سرعت لازم را نداشته باشد، ذرات جامد ممکن است ته نشین شوند و روی صفحه را بپوشانند یا از طریق صفحه به پایین چکه کنند. بسیاری از بسترهای سیال صنعتی، به جای صفحه توزیع کننده از توزیع کننده اسپارگر استفاده می کنند. سپس مایع از طریق یک سری لوله های سوراخ دار توزیع می شود.

## همچنین ببینید
- جداسازی سیکلونیک - روشی برای جداسازی گازها و ذرات معلق
- سیال شدن - اصول و نظریه سیال شدن
- احتراق بستر سیال - استفاده از بستر سیال برای احتراق
- راکتور بستر سیال - کاربرد بستر سیال در فرآیندهای شیمیایی واکنش پذیر
- متمرکز کننده بستر سیال - استفاده از بسترهای سیال برای حذف VOC/HAP از اگزوز صنعتی
- عملیات واحد - سایر عملیات واحد مهندسی
- احتراق حلقه‌ای شیمیایی – کاربرد دو بستر سیال

## لینک های خارجی
- ویدئو: بستر مایع جامد
- فناوری تخت سیال DOE ایالات متحده - وب سایت بررسی اجمالی
- برگه اطلاعات US DOE NetL

[[رده:بستر سیال| ]]
[[رده:تجهیزات شیمیایی]]
[[رده:سیال سازی]]
[[رده:سیال‌سازی]]
[[رده:سیال‌سازی]]
[[رده:مهندسی احتراق]]